# Millennium Force
Millennium Force es una montaña rusa de acero situada en Cedar Point, Ohio, Estados Unidos y fue construida por Intamin AG. Fue la primera gigacoaster construida en el mundo. Cabe destacar que, cuando se inauguró, en el año 2000 fue brevemente la más alta del mundo, pero poco después (de hecho el mismo año) la destronó la Steel Dragon 2000 y, posteriormente, Top Thrill Dragster y Kingda Ka.